# Droga wojewódzka 757
Die Droga wojewódzka 757 (DW 757) ist eine 58 Kilometer lange Droga wojewódzka (Woiwodschaftsstraße) in der polnischen Woiwodschaft Heiligkreuz, die Opatów mit Stopnica verbindet. Die Strecke liegt im Powiat Opatowski, im Powiat Staszowski und im Powiat Buski.

## Streckenverlauf
Woiwodschaft Heiligkreuz, Powiat Opatowski
-  Opatów (DK 9, DK 74)
- Kobylanki
-  Iwaniska (DW 758)
- Gryzikamień
- Wygiełzów

Woiwodschaft Heiligkreuz, Powiat Staszowski
- Przyborowice
- Kiełczyna
- Bogoria
- Zimnowoda
- Kolonia Bogoria
- Mostki
- Sztombergi
- Podmaleniec
-  Staszów (DW 764, DW 765)
- Sielec
- Grzybów

Woiwodschaft Heiligkreuz, Powiat Buski
- Niziny

Woiwodschaft Heiligkreuz, Powiat Staszowski
- Strzelce
- Pieczonogi

Woiwodschaft Heiligkreuz, Powiat Buski
- Białoborze
-  Stopnica (DK 73, DW 756)